# Monhystera pratensis
Monhystera pratensis är en rundmaskart som beskrevs av Nathan Augustus Cobb 1893. Monhystera pratensis ingår i släktet Monhystera och familjen Monhysteridae. Inga underarter finns listade i Catalogue of Life.